# Trijaya (Bulan Tengah Suku Ulu)
Trijaya is een bestuurslaag in het regentschap Musi Rawas van de provincie Zuid-Sumatra, Indonesië. Trijaya telt 2057 inwoners (volkstelling 2010).